# Hernádnémeti
Hernádnémeti ist eine ungarische Großgemeinde im Kreis Miskolc im Komitat Borsod-Abaúj-Zemplén.

## Geografische Lage
Hernádnémeti liegt in Nordungarn, 14 Kilometer südöstlich des Komitatssitzes Miskolc, am linken Ufer des Flusses Hernád.
Nachbargemeinden sind Bőcs und Hernádkak im Umkreis von vier Kilometern sowie Tiszalúc, das acht Kilometer südöstlich liegt.

## Sehenswürdigkeiten
- Endre-Ady-Statue, erschaffen von György Kövér
- Reformierte Kirche
- Römisch-katholische Kirche Szent Joachim és Anna, erbaut 1769

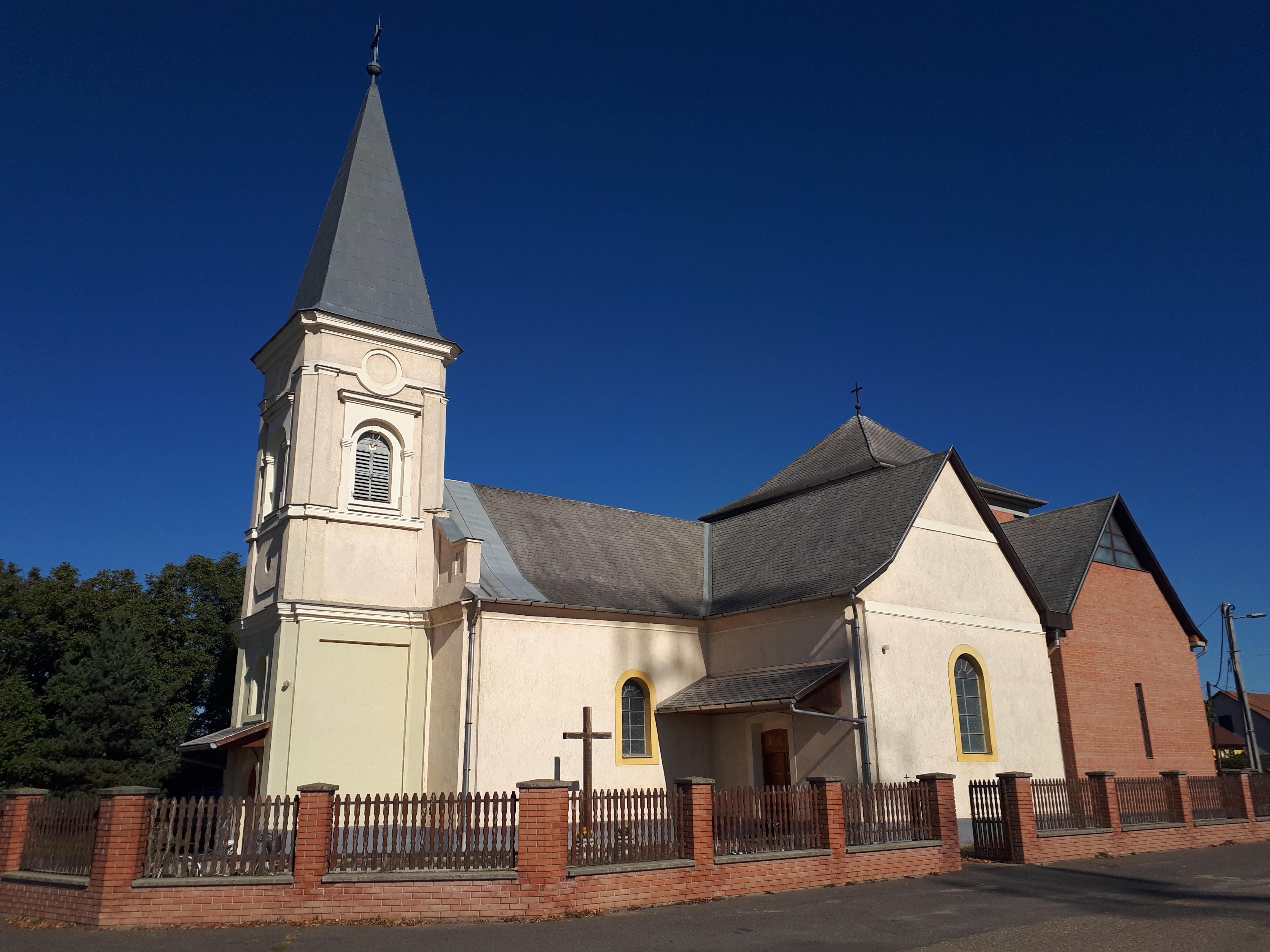
Römisch-katholische Kirche Szent Joachim és Anna

## Verkehr
In Hernádnémeti treffen die Landstraße Nr. 6307 und Nr. 6308 aufeinander. Am südlich des Ortes gelegenen Bahnhof Hernádnémeti-Bőcs bestehen Zugverbindungen nach Miskolc, Nyíregyháza und Sátoraljaújhely.